# حکیم بزرگ (فیلم)
حکیم بزرگ (به هندی: Magamuni) (به انگلیسی: The Great Sage) یک فیلم هندی درام جنایی به زبان تامیل است که در سال ۲۰۱۹ اکران شد، نویسندگی و کارگردانی آن را سانتاکومار بر عهده داشت. بازیگران اصلی فیلم، آریا در دو نقش، به همراه ایندوجا راویچاندران و ماهیما نامبیار می‌باشند. کالی ونکات، روهینی، جایاپراکاش و ایلاواراسو نقش مکمل را بازی کرده‌اند. فیلمبرداری اصلی در نوامبر ۲۰۱۸ شروع شد. این فیلم در روز ۶ سپتامبر ۲۰۱۹، توسط شرکت تارون پیکچرز اکران شد که نظرات بسیار مثبت  منتقدان و تماشاگران را در پی داشت.این فیلم برنده چندین جایزه بین‌المللی از جشنواره‌های مختلف فیلم در سراسر جهان شده است.